# Една Андервуд
Е́дна Во́рслі А́ндервуд — (англ. Edna Worthley Underwood; 1873—1961) — американська англомовна письменниця, літературознавиця. Авторка романів, п'єс, збірок, поезій і нарисів. Перекладала з романських, слов'янських і східних мов.
Една Ворcлі народилася в штаті Мен у січні 1873 року, і в дитинстві не отримала належної освіти, відвідуючи школу лише час від часу, коли її сім'я переїхала до Канзасу в 1884 році. Вона взялася за програму інтенсивного самонавчання, вивчивши латину та кілька основних європейських мов. Вона почала навчатися в Університеті Гарфілда у Вічіті, штат Канзас, але згодом перевелася до Мічиганського університету в Енн-Арборі, де отримала ступінь бакалавра в 1892 році. 
Упорядниця і перекладачка книжки «Слов'янська антологія — з сербської, польської, чеської, хорватської» (Портленд, 1931), де вміщено й переклади трьох творів Тараса Шевченка — вступ до поеми «Княжна», 12 рядків «Заповіту» (під назвою «Україна»), «Минули літа молодії» — та біографічну довідку про поета інформаційного характеру.